# China State Construction Engineering
A China State Construction Engineering Corporation (CSCEC; 中国建筑集团有限公司) é uma empresa de construção estatal chinesa com sede em Pequim. É a maior empresa de construção do mundo em receita e a 8ª maior empreiteira geral em termos de vendas no exterior, em 2020. Em 2023, a empresa foi classificada em 66º lugar na Forbes Global 2000. 
Embora a maioria dos ativos da CSCEC tenham sido lançados na bolsa de valores como China State Construction Engineering Corporation Limited (CSCECL), a CSCEC manteve alguns ativos, como escolas e hospitais, bem como a participação na China Construction International Corporation (中国对外建设总公司), que não pôde ser transferida. Assim, a CSCEC concedeu direitos de supervisão à empresa listada.
Esta empresa de construção construiu vários dos edifícios mais altos do mundo e os maiores megaprojetos de construção.

## Estrutura corporativa
O CSCEC tem inúmeras filiais ou subsidiárias. Ele é dividido em cinco divisões principais e doze áreas de negócios tradicionais, incluindo oito escritórios de engenharia do Grupo e quatro Institutos de Design, bem como seu próprio laboratório nacional de pesquisa. As principais unidades de negócios do grupo são planejamento e design, desenvolvimento de projetos, leasing de equipamentos, comércio, construção e gerenciamento de instalações.
Sua subsidiária e empresa listada, China State Construction Engineering Corporation Limited (CSCECL) (chinês simplificado: 中国建筑股份有限公司) (SSE : 601668), foi fundada em 2007. Foi listada na Bolsa de Valores de Xangai em 2009 com seu preço de IPO em RMB$ 4,18 por ação. As ações fecharam em RMB$ 6,53, ou 56% acima do preço de IPO, no primeiro dia de negociação. Foi o maior IPO do mundo em 2009, levantando o capital de US$ 7,3 bilhões.

## História
A CSCEC foi fundada em 1957 como uma empresa estatal. No início, o país tinha um perfil internacional construindo indústria pesada e infraestrutura na Ásia, África e Oriente Médio. A empresa predecessora abriu seu primeiro escritório no exterior no Kuwait no final da década de 1970. A empresa rompeu com seu padrão de trabalho regionalmente confinado quando entrou no mercado dos Estados Unidos em 1985, abrindo um escritório em Atlanta. A subsidiária dos EUA começou construindo empreendimentos habitacionais com parceiros de joint venture antes de empreender seu primeiro empreendimento único, Lantana Lakes, um complexo de 42 casas por US$ 27 milhões, em 1987 em Jacksonville, Flórida.
Em 2009, a empresa foi colocada na lista negra do Banco Mundial durante seis anos por conluio no processo de licitação do Projeto de Melhoria e Gestão de Estradas Nacionais das Filipinas.
Com o incentivo do governo chinês e assistência financeira do Banco de Exportação e Importação da China, a CSCEC tem tomado medidas cada vez mais ousadas como construtor e investidor de projetos no exterior. Em 2011, a tendência de ir para o exterior atingiu um novo recorde quando o Baha Mar Resorts, um cassino e resort de US$ 3,4 bilhões construído e parcialmente de propriedade do CSCEC, foi inaugurado após esforços "extremamente agressivos" da empresa para se conectar com o desenvolvedor das Bahamas que iniciou o projeto. Foi o maior projeto de construção realizado por uma empresa chinesa fora da China.
A China State Construction Engineering Corporation também está construindo o novo Estádio de Atletismo e Futebol em Granada.
Em 2020, após o surto do coronavírus, o CSCEC construiu dois hospitais em Wuhan no período de 10 a 12 dias. O hospital Huoshenshan com 1.000 leitos foi concluído em 3 de fevereiro, enquanto o hospital Leishenshan com 1.600 leitos foi concluído em 5 de fevereiro.
Em 28 de agosto de 2020, o Departamento de Defesa dos Estados Unidos divulgou os nomes de empresas com vínculos com o Exército de Libertação Popular que operam direta ou indiretamente nos Estados Unidos. A China State Construction Group Co., Ltd. foi incluída na lista. Em novembro de 2020, Donald Trump emitiu uma ordem executiva proibindo qualquer empresa ou indivíduo americano de possuir ações em empresas que o Departamento de Defesa listou como tendo vínculos com o Exército de Libertação Popular, que incluíam o China State Construction Group.
Devido aos negócios contínuos da empresa com a Rússia durante a invasão russa da Ucrânia, a China State Construction Engineering está listada entre os patrocinadores internacionais da guerra pela Agência Nacional Ucraniana para a Prevenção da Corrupção.
Em dezembro de 2023, a China State Construction Engineers tornou-se uma parceira estratégica da NWTN para desenvolver novos veículos de energia e projetos de hidrogênio verde. A CCSCECL foi responsável por gerenciar o complexo processo de construção do projeto, desde o planejamento e estudos de viabilidade até a contratação geral e assistência financeira. A NWTN cuidará do investimento e das operações do projeto.

## Projetos

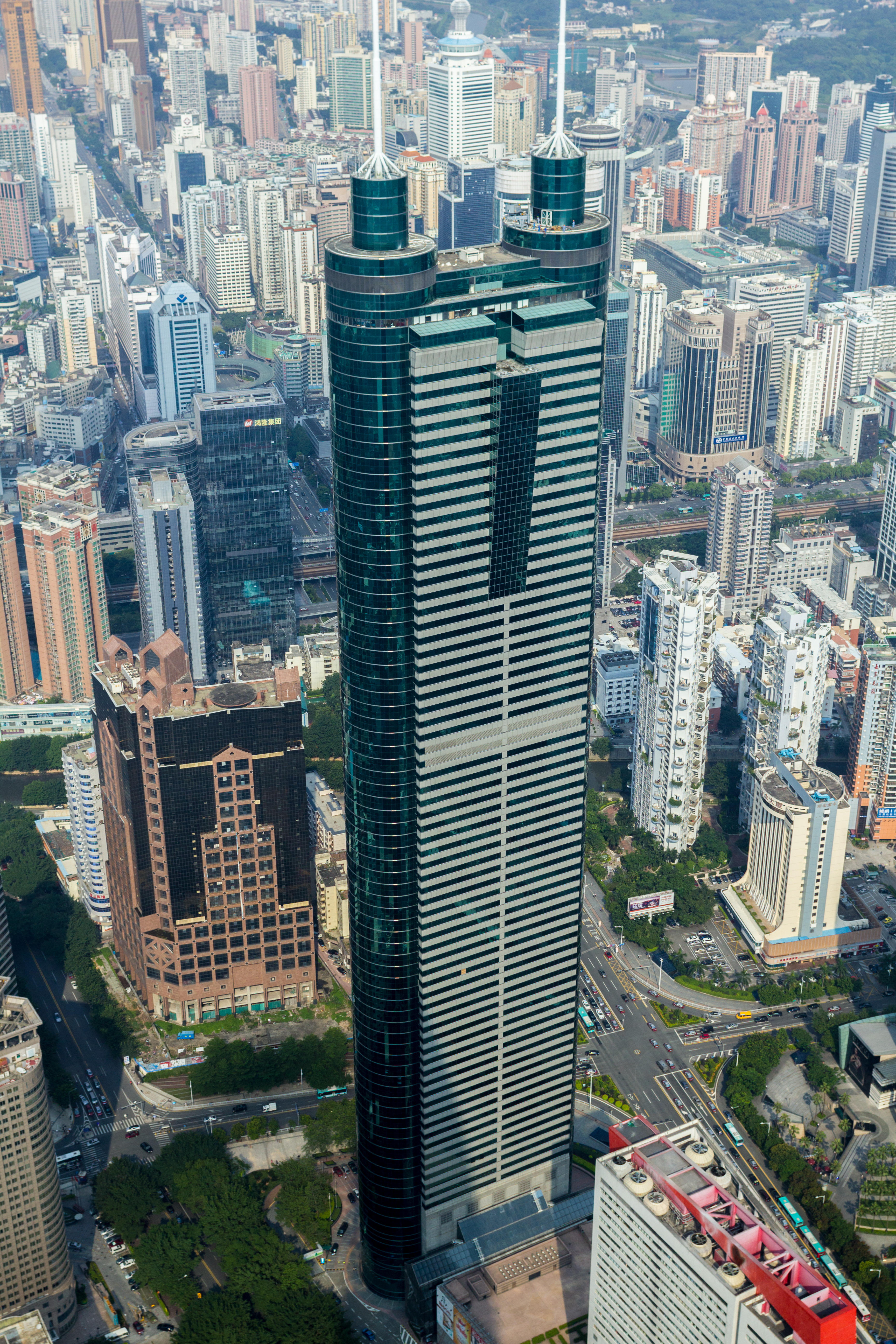
Shun Hing Square, Shenzhen

- Shun Hing Square, ShenzhenParticipou da construção do Aeroporto Internacional de Daxing[19]
- Construção da Grande Mesquita de Argel (1,5 bilhões de dólares)[20]
- Realização da nova cidade universitária de Constantina (US$ 520 milhões)[21]
- Nova extensão do aeroporto de Argel (550 milhões de dólares)[21]
- Construção da Nova Capital Administrativa do Egito[22]
- Centro Internacional de Conferências do Cairo, Egito[23][24]
- Centro de Conferências e Complexo de Escritórios da UA, Etiópia[3]
- Sede do Banco Comercial da Etiópia, Etiópia[3]
- Estádio Nacional de Addis Ababa, Etiópia[3]
- Renovação da Ponte Alexander Hamilton, Nova Iorque, Nova Iorque[25]
- Poços de ventilação para a extensão do metrô 7, Nova York, Nova York[3]
- Sukh Chayn Gardens Housing Estate é um condomínio fechado nos subúrbios de Lahore, Paquistão[3]
- Federation Tower, Torre A (Ostturm), Moscou: o arranha-céu mais alto da Europa[3]
- Centro Financeiro Mundial de Xangai, Xangai[3]
- Centro Aquático Nacional de Pequim ("Cubo de Água", cubo d'água): o novo centro nacional de natação chinês em Pequim (projeto de planejamento em conjunto com a empresa australiana PTW Architects, o escritório Ove Arup e a China Construction Design International (CCDI))[3]
- Shun Hing Square, Shenzhen[3]
- Centro de testes de mísseis do Centro Espacial Shenzhou (um dos três maiores projetos chineses do oitavo plano quinquenal, ganhou o 1º prêmio de progresso científico e técnico nacional)[3]
- Terminal de passageiros do aeroporto de Hong Kong em Chek Lap Kok[3]
- Museu One Thousand, Miami, Estados Unidos[3]
- Leeza SOHO, Pequim, China[3]
- Edifício administrativo principal do Banco da China, Hong Kong[3]
- Haier companies building (fabricante de refrigeradores), Carolina do Sul, Estados Unidos[3]
- Universidade Tecnológica de Nanyang, Singapura[3]
- Estádio Nacional de Atletismo e Futebol, Granada[3]
- Ampliação da Embaixada Australiana, Pequim[3]
- Embaixada da Malásia, Pequim[3]
- Nova Embaixada Alemã, Pequim[3]
- Cidade do Céu, Changsha[3]
- Villa no Consulado Geral da China, Nova York, Estados Unidos[3]
- Sheraton Hotel, Pine Club, Argel, Argélia[3]
- Marriott Hotel, Xangai[3]
- Kempinski Hotel, Pequim[3]
- Aeroporto Internacional de Xianyang, Xi'an[3]
- Aeroporto Internacional de Baiyun, Cantão[3]
- Aeroporto Internacional de Taoxian, Shenyang[3]
- Projeto do estádio Stade des Martyrs, Kinshasa, Zaire[3]
- Estádio de críquete, Barbados[3]
- Autoestrada Kathmandu-Terai Nepal (US$ 1,2 bilhão)[3]
- Estádio Jinnah, Islamabad, Paquistão[3]
- Centro Nacional de Informação Geológica, Botsuana[3]
- Reservatório de água subterrânea, Mmankgodi (em Gaborone), Botswana[3]
- Gerald Road, Francistown, Botsuana[3]
- Projeto de rodovia Binh Thuan SM2/SM3, South Saigon, Vietnã[3]
- Culasi, Antique-Patnaongon Highway, Panay, Filipinas[3]
- Projeto de irrigação do norte de Jazir, Iraque[3]
- Nova Barragem de Hindiya, incluindo ponte ferroviária, no Eufrates, Iraque[3]
- Barragem de Boukourdane, Argélia[3]
- Represa Mae Kuang, Tailândia[3]
- Ponte Rama, Bangkok, Tailândia[3]
- Torre do Século XXI, Xangai[3]
- Parque Tecnológico Arfa Karim, Lahore, Paquistão[3]
- Residências Lakeville, Malásia[3]
- Burj Qatar, Catar[3]
- Hilton Dhaka, Bangladesh[3]
- Hospital universitário de Sfax, Tunísia (desde 2016)[3]
- Autoestradas M5 Multan-Sukkar do Paquistão (CPEC)[3]
- Clube de Golfe Internacional Trump, Dubai[3]
- Projeto médico no Camboja (US$ 73,6 milhões)[3]
- Desenvolvimento imobiliário de uso misto na Austrália (US$ 466,8 milhões)[3]
- Uma grande rodovia na Argentina (US$ 2,13 bilhões)[3]
- Tesla Giga Xangai, Xangai[3]
- Centro de Comércio Internacional, Dongguan[3]
- Complexo Comercial e de Controle de Trânsito Ferroviário, Dongguan[3]
- A torre Exchange 106 em Tun Razak Exchange (TRX), Kuala Lumpur[3]
- Goldin Finance 117, Tianjin (em espera)[3]
- Residências MET 1 @ KL Metropolis, Kuala Lumpur[3]
- Vila Urbana Fase II Phnom Penh, Camboja[3]

## Subsidiárias
- China Overseas Land and Investment[3]
- China Construction Design International[3]
- China State Construction International Holdings[3]
- China State Construction Engineering Corp. Middle East LLC.[3]
- China State Construction Engineering (M) Sdn. Bhd.|China State Construction Engineering (M) Sdn Bhd[3]
- China Construction First Group Corporation Ltd[3]
- China Construction Second Engineering Bureau Ltd[3]
- China Construction third Engineering Bureau Ltd[3]
- China Construction fourth Engineering Division Corp. Ltd[3]